# 趙來發
趙來發（1958年—2009年1月8日），香港出生的文化人、環保人士、傳媒工作者、專欄作家與畫家。

## 學歷背景
公共屋邨長大，中學就讀於聖芳濟書院，1981年於香港大學社會科學學院畢業，主修經濟、管理與社會學，後於2001年取得香港大學新聞學碩士學位。另於2000年在香港大學完成修讀電子商貿證書課程。
中學生時代已參與當時標榜「新文化」的香港新左派刊物《文化新潮》雜誌的出版。70年代末、80年代初，參與香港的學生運動，後當選香港大學學生會財務秘書與《學苑》副總編輯，當時的總編輯為呂大樂。

## 傳媒工作
畢業後曾在多份香港中文報章工作，由前線記者與編輯，晉升到管理階層。任職機構包括《信報財經新聞》、香港與紐約《中報》（已停刊）、《花花公子》中文版（已停刊）、《香港經濟日報》、《資本》雜誌、《華南經濟新聞》（已停刊）、《天天日報》（已停刊）、《星期天周刊》（已停刊）、《明報》等，曾主理《明報》副刊、娛樂版與經濟版，負責範圍廣泛。生前為文化藝術評論月刊《文化現場》的總編輯。

## 專欄寫作
趙來發亦為專欄作家，擅寫傳媒與文化觀察、健康與治療、新紀元（New Age）心靈與宗教題材、時事評論與人物訪問等；用過的筆名有張月愛、趙明、趙眉、祝依恩等，文章見於《信報財經新聞》、《天天日報》、《快報》、香港《聯合報》、《星島日報》、《香港經濟日報》、《明報》、《號外》雜誌、《ELLE》中文版、《溫暖人間》、《文匯報》、《文化現場》等香港主要報刊雜誌。

## 其他活動
1997年至1998年間，曾在香港電台深宵節目《海琪的天空》 （页面存档备份，存于）中，以「趙公子」名字擔任嘉賓主持。他於1999年底，離開傳媒行業，任職香港大學發展及校友事務部，參與統籌香港大學九十週年校慶多項活動，亦於2000年「鍾庭耀事件」中處理大學與傳媒公共關係。
2004年，他轉任智庫機構「一國兩制研究中心」首席研究員，研究香港政黨選舉策略與傳媒關係。此外，他曾以副業方式，參於廣告工作。2005年後，因病轉為自由撰稿人，2005年底開始撰寫個人網誌（個人日誌）。
1980年代曾參與創辦新類型環保團體綠色力量，推動當時剛在香港萌芽的綠色運動與素食生活。多年來曾參與不同宗教（包括佛教與道教）活動。1990年代多次於印度遊歷，跟隨靈性老師聖人H. W. L. Poonja學習吠檀多解脫之道，是聖人少數華人學生之一。他把尋師過程寫成《讓沉默說法》一書。
自1990年代中起，他一直為香港藝術發局擔任文學評審委員。趙來發亦為香港活躍「新紀元人」，對新紀元與心靈文化有豐富認識，是業餘手相家。
2009年1月8日，因膀胱癌在瑪麗醫院離世，終年50歲。

## 著作
- 《文化失言》（曙光圖書，1980）
- 《素食宣言》（香港聚賢館，1992）
- 《大時代創業策略》（香港聚賢館，1992）
- 《後現代心靈》（香港次文化堂，1996）
- 《讓沉默說法》（香港次文化堂，2007）[]